# Богуш, Юзеф
Юзеф Богуш (пол. Józef Bogusz; 11 сентября 1904, Тернополь — 21 марта 1993, Зиген) — польский хирург, этик, историк медицины, чрезвычайный профессор Collegium Medicum Ягеллонского университета, один из основателей «Освенцимских тетрадей», дважды выдвинутых Сенатом на получение Нобелевской премии мира, соавтор «Этико-деонтологических правил Польского врачебного общества».

## Биография
Родился 11 сентября 1904 года в Тернополе (Королевство Галиции и Лодомерии, Австро-Венгрия, ныне Украина) в семье еврейского врача Кароля Биркенфельда.
Высшее медицинское образование получил в 1928 году на медицинском факультете Ягеллонского университета, после чего начал работать в хирургической клинике этого факультета, сначала под руководством профессора Максимилиана Рутковского, а позже — Яна Глятцеля.
Во время Второй мировой войны находился в Варшаве. Работал в отделении нейрохирургии клинической больницы им. Младенца Иисуса Варшавского медицинского университета, заведовал хирургической поликлиникой. Чтобы выжить в течение войны, ему пришлось принять национальность шурина. За участие в Варшавском восстании получил Варшавский повстанческий крест. После войны вернулся в Краковскую медицинскую академию (март 1945), где занимал должность заведующего Первой кафедры и хирургической клиники Ягеллонского университета. В 1953 году назначается «чрезвычайным профессором». Занимал должность заместителя председателя, а в 1966—1968 годах — председателя Главного правления Общества польских хирургов. Был членом многих польских и зарубежных научных обществ. В 1960-х и 1970-х годах совет лечебного факультета подавал ходатайство о присвоении учёного звания «обычного профессора», которое ему так и не было предоставлено. В 1974 году вышел на пенсию.

## Научная деятельность
Был продолжателем краковской школы хирургов щитовидной железы. Интересовался, в частности, и хирургией желудка, кишечника и желчных протоков, а также вопросами хирургии пожилого возраста. Благодаря совершенствованию операционной техники снизил в клинике смертность при операциях на гиперактивной щитовидной железе с уровня 5,3 % в 50-х годах XX века. до уровня 0,8 % в конце 60-х годов. Был в Польше одним из пионеров хирургического лечения рака пищевода и нижнего пищеводного сфинктера, успешно внедрял техники формирования искусственного заднего прохода и решал психологические проблемы оперированных пациентов. Одной из его страстей была история хирургии.

## Публикации
Является автором нескольких учебников для высшей школы и более двухсот научных трудов, опубликованных на родине и за рубежом. Часть работ касалась истории польской хирургии и проблем деонтологии, в частности:
- «Lekarz i jego chorzy» (Врач и его больные)[7],
- «W służbie zdrowia i życia ludzkiego» (На службе здоровью и жизни человека)[8],
- «Profesorowie Wydziału Lekarskiego UJ jako uczeni i żołnierze ruchu oporu»[9],
- «Sylwetki chirurgów polskich»[10],
- «Zarys dziejów chirurgii polskiej» (Очерк истории польской хирургии)[11] Инициатором издания этой книги была Историческая комиссия Общества польских хирургов.

Юзеф Богуш писал или редактировал разработки, адресованные медицинским сестрам, например:
- «Chirurgia dla pielęgniarek»[12],
- «Encyklopedia dla pielęgniarek»[13]

Большие заслуги и как соучредителя и главного редактора «Освенцимских тетрадей» (пол. Zeszyty Oświęcimskie) краковского медицинского журнала «Пшеглёнд лекарски», которые посвящены дотошном документированию событий Второй мировой войны и одновременно поиска путей сближения польского и немецкого народов.